# Jacob De la Gardie
Jacob Pontusson De la Gardie (o Jakob, Reval, 20 de junio de 1583-Estocolmo, 22 de agosto de 1652) fue un estadista y soldado del Imperio sueco.
Mariscal de campo y conde, fue nombrado consejero privado en 1613, gobernador de la Estonia sueca entre 1619 y 1622, gobernador general de la Livonia Sueca en 1622, y Gran Condestable en 1620. Introdujo reformas basadas en la nueva doctrina militar holandesa en el ejército sueco. Dirigió a las fuerzas suecas en Rusia y contra la Mancomunidad de Polonia-Lituania. También sirvió a Suecia como uno de los cinco regentes que gobernaron durante la minoría de edad de Cristina de Suecia.

## Biografía
Jacob De la Gardie nació en Reval (la actual Tallin, en Estonia -en aquellos tiempos parte del Imperio sueco), siendo hijo de Pontus De la Gardie y Sofía Johansdotter Gyllenhielm, hija ilegítima del rey Juan III de Suecia. Su madre murió dando a luz, y su padre murió dos años más tarde en Narva. Jacob fue criado en Finlandia (entonces parte de la Suecia verdadera) por su abuela Karin Hansdotter, amante del rey Juan III.
Entre 1606 y 1608, De la Gardie, sirvió, bajo el mando del general holandés Mauricio de Nassau. Impresionado con la manera holandesa de conducir la guerra, De la Gardie empezó a introducir métodos holandeses en el ejército sueco a partir de su retorno al servicio de Suecia.
Durante la Guerra Polaco-Moscovita (1605-1618), Suecia firmó una alianza con el zar Basilio IV de Rusia en 1609. El rey Carlos IX de Suecia ordenó a De la Gardie hacerse cargo del mando de la fuerza expedicionaria finlandesa de Suecia en Rusia desde 1608 (véase Campaña De la Gardie), primero contra la Mancomunidad de Polonia-Lituania y posteriormente, rompiendo la alianza, contra Moscovia en lo que se conocería como Guerra de Ingria. Durante esta campaña las tropas finlandesas bajo su mando le apodaron Laiska-Jaakko ("Jacob el Perezoso"). Este nombre todavía es recordado en Finlandia.
Las tropas de De la Gardie se unieron a las del príncipe ruso Mijaíl Skopín-Shuiski y avanzaron desde Nóvgorod hacia Moscú a principios de 1610 en apoyo de Basilio IV, cuyo gobierno estaba en peligro en ese momento. En su camino hicieron levantar el Sitio del Monasterio de la Trinidad y de San Sergio. En junio de 1610 las tropas de De la Gardie se unieron a las del príncipe Dmitri Shuiski (hermano del zar) para liberar la fortaleza sitiada de Smolensk, pero fueron derrotados por Stanislaw Zolkiewski, hetman de las fuerzas polacas, en la Batalla de Klúshino.
Apenas unos centenares de hombres de De la Gardie sobrevivieron a la batalla, pues el resto murieron o se pasaron al bando polaco. Esto marcó el fin de las aspiraciones de Carlos IX de colocar a su hijo Felipe, en el trono de Nóvgorod. En 1617, De la Gardie fue el negociador jefe por parte de Suecia en el Tratado de Stolbovo por el que Suecia aseguraba importantes concesiones territoriales de Rusia, cerrando el acceso ruso al mar Báltico.
De la Gardie se casó con Ebba Brahe en 1618. Tuvieron catorce hijos, destacando Magnus Gabriel De la Gardie, nacido en 1622 y la condesa de Gotemburgo Christina Catharine De la Gardie (1632-1704), que se casó con Gustaf Otto Stenbock y fue madre de Magnus Stenbock.
Entre julio de 1619 y 1622, fue gobernador de la Estonia sueca, y en 1626 adquirió una finca con un castillo medieval en Haapsalu, en la actual Estonia.
Después de 1621, De la Gardie tomó parte en la Guerra polaco-sueca contra el hermanastro de su madre, el rey Segismundo III de Polonia (anteriormente rey de Suecia) en Livonia hasta 1628. De la Gardie abogaba por la paz con Polonia y representó a Suecia como negociador en la Paz de Stuhmsdorf en 1635.
De la Gardie se convirtió en miembro del Consejo de Estado de Suecia en 1613. En 1620, fue nombrado mariscal y uno de los cinco regentes que gobernaban Suecia durante la minoría de edad de la reina Cristina (1632-1644). Sus actitudes pacifistas, profrancesas y propolacas a menudo le pusieron en confrontación con el canciller Axel Oxenstierna, que dirigió el esfuerzo de guerra de Suecia en la Guerra de los Treinta Años después de la muerte de Gustavo II Adolfo en 1632.
De la Gardie, por otro lado, respaldaba muchas de las otras políticas de Oxenstierna, finalmente ambos políticos se reconciliaron tras el retorno del canciller a Suecia en 1636. Aunque ese año se criticó su cargo de mariscal, él continuó conduciendo efectivamente sus funciones, invirtiendo los ingresos reales y abriendo préstamos a la corona.
En 1615, se le otorgó como residencia el castillo de Läckö, a orillas del lago Vänern. En la década de 1630, en unos terrenos de su propiedad en Estocolmo, mandó construir el palacio Makalös.
El conde Jacob De la Gardie murió en Estocolmo en 1652 y fue inhumado en la iglesia de Veckholm, en la provincia de Upsala. La ciudad de Jakobstad en Finlandia le debe su nombre. Un mercado del casco viejo de Tallin llevado su nombre.

## Descendencia
- Pontus De la Gardie (Jakobsson) (1619-32).
- Kristina De la Gardie (Jakobsdotter) (1620-22).
- Sofia De la Gardie (Jakobsdotter) (1621-21).
- Magnus Gabriel De la Gardie (1622-1686).
- Brita De la Gardie (Jakobsdotter) (1624-24).
- Gustav Adolf De la Gardie (1626-30).
- Maria Sofia De la Gardie (Jakobsdotter) (1627-1694).
- Jakob Kasimir De la Gardie (1629-1658).
- Pontus Fredrik De la Gardie (1630-1692).
- Kristina Katarina De la Gardie (Jakobsdotter) (1632-1704).
- Johan Karl De la Gardie (1634-34).
- Birgitta Helena De la Gardie (Jakobsdotter) (1636-36).
- Axel Julius De la Gardie (1637-1710).
- Ebba Margareta De la Gardie (1638-1696) (Jakobsdotter).